# Illegale Einwanderung und illegaler Aufenthalt

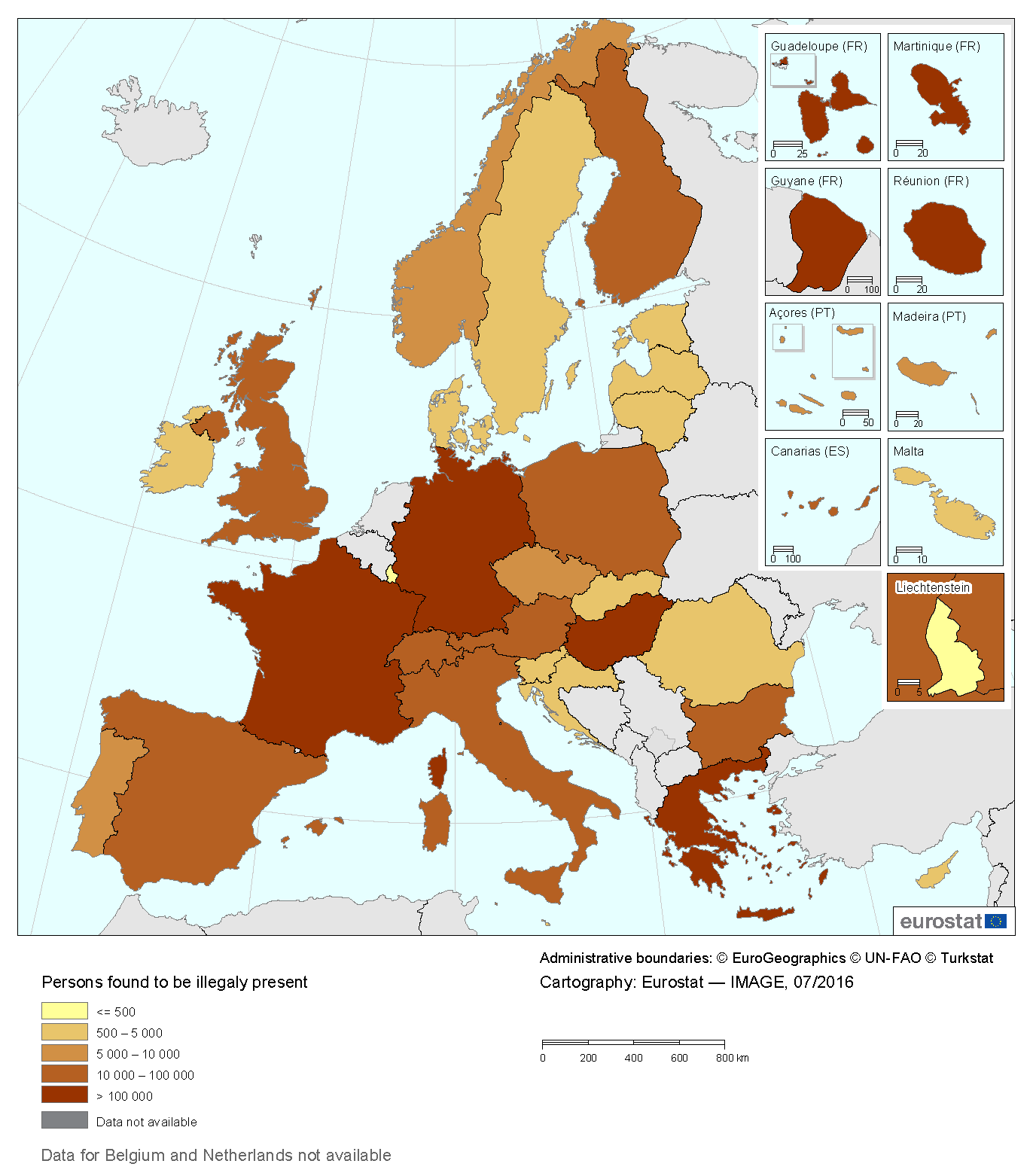
Nicht EU-Bürger, die sich illegal in EU-28 und EFTA aufhalten. Eurostat 2015

Unter illegaler Einwanderung (auch illegale Migration, irreguläre Migration oder undokumentierte Zuwanderung) wird die Einwanderung unter Verstoß gegen die Einwanderungsgesetze des Ziellandes verstanden. Illegaler Aufenthalt bezeichnet den Aufenthalt in einem Staatsgebiet ohne legalen Aufenthaltsstatus. Die Einreise und der Aufenthalt ohne gültige Ausweisdokumente oder Aufenthaltstitel werden in den meisten Staaten mit Geld- oder Haftstrafen belegt und können zur Ausweisung führen.
Administrative und politische Maßnahmen gegen illegale Migration reichen von Verschärfungen der Grenzkontrollen bis hin zu multilateralen Bemühungen, Schleusungskriminalität zu ahnden und/oder die Situation einzelner Herkunftsländer und -regionen zu verbessern.
Flüchtlinge ohne gültiges Visum dürfen in Ländern, die der Genfer Flüchtlingskonvention (GFK) beigetreten sind, bei illegaler Einwanderung nicht bestraft werden, sofern sie sich umgehend an die Behörden wenden und der Fluchtgrund im anschließenden Asylverfahren anerkannt wird. Während des Anerkennungsverfahrens gilt eine befristete Aufenthaltsgestattung.

## Todeszahlen
Nach Pressemitteilungen starben seit 1988 entlang der EU-Außengrenze 15.566 Immigranten, davon sind 6.513 Leichen immer noch im Mittelmeer verschollen.
Im Mittelmeer sowie im Atlantischen Ozean auf dem Weg nach Spanien starben 10.979 Personen. 4.205 sind im Kanal von Sizilien ertrunken, zwischen Libyen, Tunesien, Malta und Italien, davon 3.076 verschollen; 140 weitere Tote zwischen Algerien und Sardinien, Italien. Weitere 4.534 Tote zwischen Marokko, Algerien, Mauretanien, Senegal und Spanien, beim Überqueren der Meeresenge von Gibraltar oder in der Nähe der Kanarischen Inseln, davon sind 2.322 verschollen. 1.369 Tote in der Ägäis zwischen der Türkei und Griechenland, davon sind 824 verschollen. 603 Tote in der Adria, zwischen Albanien, Montenegro und Italien, davon sind 220 verschollen. Im Indischen Ozean gab es 624 Tote zwischen den Komoren und der französischen Insel Mayotte. Aber das Meer wird nicht nur mit normalen Schiffen überquert, sondern ebenfalls versteckt in Containern. Dabei sind 153 Menschen erstickt oder ertrunken.
Die Sahara ist für Migranten aus Subsahara-Afrika eine gefährliche Passage zum Mittelmeer. Migranten durchqueren sie mit Lastwagen und anderen Fahrzeugen zwischen dem Sudan, Tschad, Niger und Mali auf dem Weg nach Libyen und Algerien. Hier sind seit 1996 mindestens 1.703 Personen gestorben. Die Statistiken beinhalten ebenfalls die Opfer der Massenabschiebungen, die in Tripoli, Algerien und Rabat von den Behörden vorgenommen werden, wobei die Migranten einfach in wüstenähnlichen Grenzgebieten ausgesetzt werden.
Mindestens 560 Personen starben während gewaltsamer Massenausschreitungen gegen Durchwanderer im September 2000 in Zawiyah, im Nord-Westen von Libyen.
In Lastwagen mitfahrend sind bereits 360 Personen tot aufgefunden worden. 244 Migranten sind beim Überqueren von Grenzflüssen ertrunken, die Mehrheit davon an der Oder-Neiße-Grenze zwischen Polen und Deutschland, in der Evros zwischen der Türkei und Griechenland, in der Save zwischen Kroatien und Bosnien und in der Morava zwischen der Slowakei und Tschechien. 112 Personen sind unterwegs in den eisigen Grenzgebieten in den Bergen erfroren, dies vor allem in der Türkei und in Griechenland. An der griechischen Grenze mit der Türkei gibt es entlang des Evros Flusses immer noch Minenfelder. Hier sind beim Versuch, nach Griechenland zu gelangen, mindestens 92 Personen gestorben.
265 Migranten sind von Grenzpolizisten erschossen worden, davon 37 in Ceuta und Melilla, spanischen Enklaven in Marokko, und 28 im Van-Distrikt in der Osttürkei nahe der iranischen Grenze. Einige Menschen sind auch von der französischen, deutschen, spanischen und Schweizer Polizei erschossen worden. 41 Männer sind tot aufgefunden worden, versteckt in den Fahrgestellen von Flugzeugen. 29 Menschen sind im Dschungel von Calais gestorben, oder unter Zügen im Ärmelkanaltunnel beim Versuch, nach England zu reisen. Wiederum 12 sind unter anderen Zügen zu anderen Grenzen umgekommen und drei beim Versuch, den Ärmelkanal zu durchschwimmen.

## Probleme für die staatliche Kontrolle

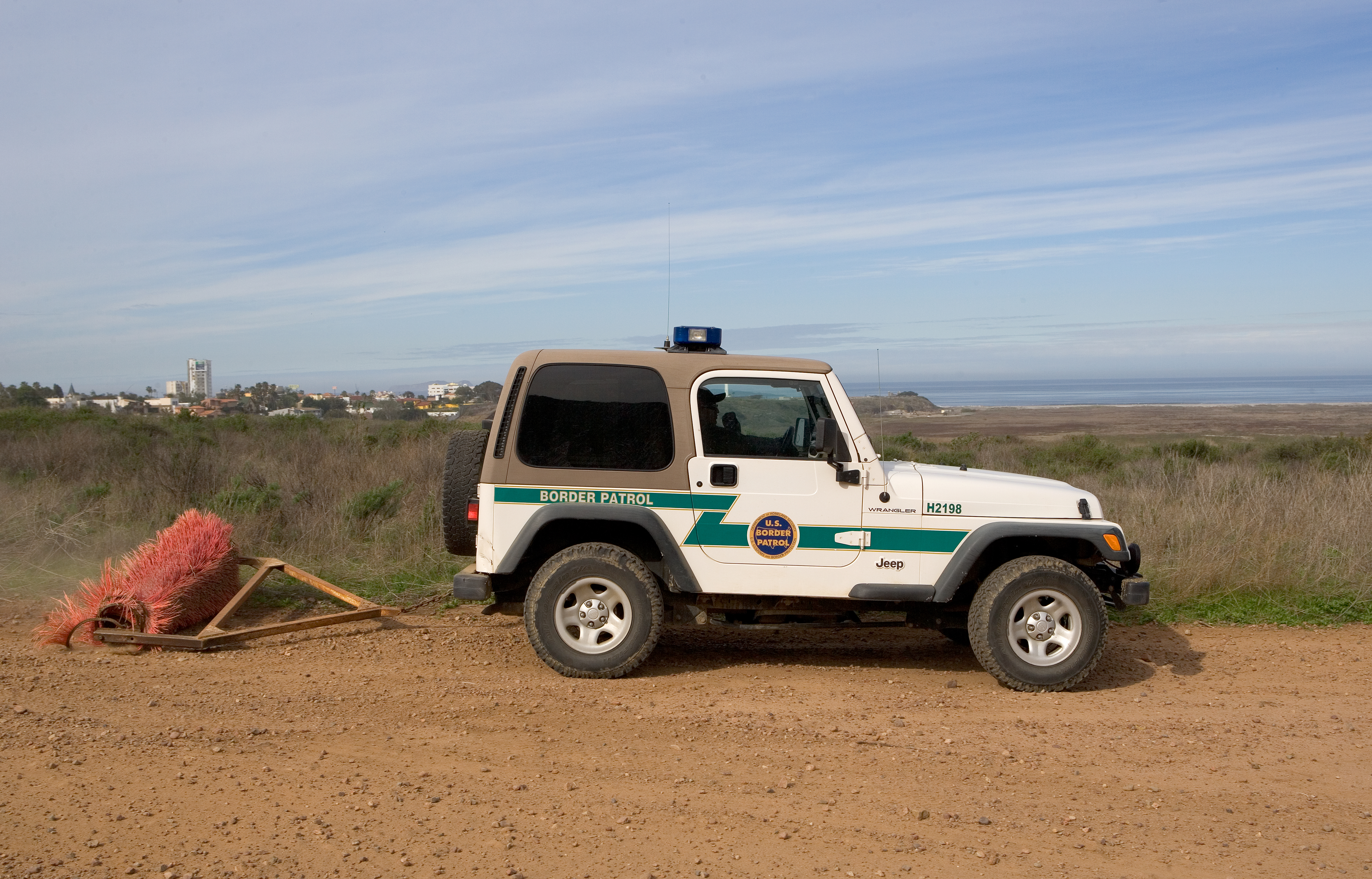
Glätten des Bodens an der Grenze zwischen den Vereinigten Staaten und Mexiko zur Sichtbarmachung von Fußspuren

Illegale Migration wird trotz technisch verbesserter Kontrollmöglichkeiten für die Staaten immer schwerer kontrollierbar. Die meisten Staaten fördern und erlauben grenzübergreifende Wanderungsbewegungen z. B. von Geschäftsleuten, Besuchern und Touristen.
Seit den EU-Osterweiterungen verliert der unerlaubte Übertritt über die Grüne Grenze zunehmend an Attraktivität wegen der immer höheren Kosten und des immer höheren Risikos, von der Grenzpolizei mithilfe von hoch technisierten Geräten aufgespürt, anschließend verhaftet und zurückgeschoben zu werden. Vergleichbar ist die Situation an der Blauen Grenze, also dem Seeweg, wie die unvermindert hohe Zahl der Todesfälle im Mittelmeer belegt.

## Kriminalität
Der Zusammenhang von illegaler Migration und Kriminalität besteht weniger darin, dass einzelne Einwanderer kriminelle Delikte begehen. Vielmehr entsteht kriminelles Verhalten vorwiegend aus der Verwicklung der Migranten mit dem professionellen Schleusertum. So wird diskutiert, potenziellen Zeugen und Geständigen ein begrenztes Aufenthaltsrecht zuzugestehen, wenn sie zur Aufklärung von Verbrechen beitragen können.
Anlässlich einer Diskussion des Europäischen Migrationsnetzwerks im Mai 2017 zum integrierten Rückkehrmanagement erklärte Stefan Dünnwald, Migrationsforscher und Mitarbeiter des Bayerischen Flüchtlingsrats, dass ein Leben in der Illegalität „mit einer höheren Vulnerabilität, Prostitution, Kriminalität und möglicherweise auch Radikalisierung“ einhergehe.
Häufig berichten die Medien von „ausländischen Banden“, wenn Einwanderer betroffen sind, hingegen bei Fällen mit Einheimischen von „Einzeltätern“. Die wissenschaftliche Untersuchung von Jörg Alt ergab dagegen 2003 (siehe Literaturverzeichnis), dass sich die Betroffenen eher durch einen unauffälligen Lebenswandel auszeichnen und sich in der Regel von kriminellen Aktivitäten fernhalten. Die Gefahr, ins kriminelle Milieu abzugleiten, sei demnach besonders dann gegeben, wenn ein Migrant ohne Aufenthaltsrecht den Arbeitsplatz verliert.

### Schleusung von Migranten

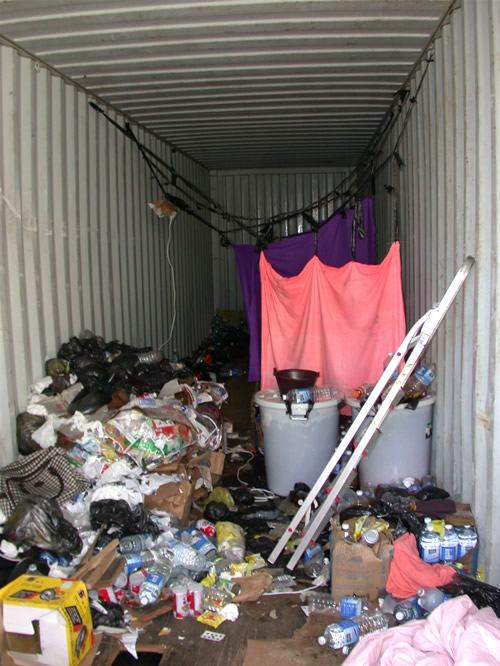
Für einen Menschenschmuggel verwendeter Container

Um in die westlichen Wohlfahrtsstaaten zu gelangen, sind die Einreisenden auf sogenannte Schleuser angewiesen, die gegen Bezahlung die Einreise ins Zielland in die Wege leiten.
Einschleusungen wandelten sich laut Wagner im Laufe der Jahre zu einträglichen Geldquellen und die Schleuser fordern je nach Zielland bis zu 30.000 US-Dollar von den Einreisenden. Wegen der hohen Gewinnspannen sind auch organisierte Kriminelle in diesem Bereich aktiv, teils ehemalige Drogenhändler und Waffenschmuggler. Die damit einhergehende Professionalisierung in Sachen Organisation und Vorgehensweise konterkariert die Bemühungen der die illegale Einwanderung bekämpfenden Staaten. Laut Hong führen die kriminellen Netzwerkstrukturen zu einer Eigendynamik des Schleusungsmechanismus. Der Migrationsforscher Jonas Widgren schätzte im Oktober 1994 den Jahresumsatz im Bereich der Schleusung auf 7 Milliarden US-Dollar. 2018 berichteten Medien, dass Schleuser ihre Preise pro Schleusung aus Ländern wie El Salvador, Guatemala oder Honduras über Mexiko in die USA in den vorangehenden zehn Jahren verdoppelt hätten.
In den USA kam am 20. Januar 2017 Donald Trump an die Regierung. Er hatte die Präsidentschaftswahl 2016 unter anderem mit der Ankündigung gewonnen, die Grenze zu Mexiko undurchlässiger zu machen. Trump ernannte John F. Kelly zum Minister für Innere Sicherheit der USA im Kabinett Trump I. Kelly veranlasste im Februar 2017 die Inhaftierung von Eltern, die Geld dafür gezahlt hatten, dass ihre Kinder über die Grenze geschmuggelt werden.
Deutschland setzte sich für die Zeit seiner EU-Ratspräsidentschaft das Ziel, die partnerschaftliche Zusammenarbeit der EU mit den nordafrikanischen Staaten im Kampf gegen Schleuserkriminalität zu vertiefen. So sollte die Zusammenarbeit mit Ländern auf beiden Seiten des Mittelmeeres weiter ausgebaut werden, u. a. in den Bereichen Seenotrettung, Schleuserbekämpfung und Bekämpfung von Fluchtursachen.

### Zwangsarbeit
Zwangsarbeit im Sinne des Völkerrechts ist laut Internationaler Arbeitsorganisation (IAO) „jede Art von Arbeit oder Dienstleistung, die von einer Person unter Androhung irgendeiner Strafe verlangt wird und für die sie sich nicht freiwillig zur Verfügung gestellt hat“ (Artikel 2(1)). Zu unterscheiden ist zwischen staatlicher, kommerzieller und sexueller Ausbeutung der Opfer. Sklaverei wiederum ist eine Form der Zwangsarbeit, geht jedoch einher mit der absoluten Kontrolle einer Person über einen Menschen oder über eine Menschengruppe von Seiten einer anderen im Sinne eines Eigentumsrechtes. Traditionell wurzelt Zwangsarbeit in Diskriminierung, Kolonialisierung und Schuldknechtschaft. Moderne Zwangsarbeit zeichnet sich laut IAO aus durch „Einschränkungen der Bewegungsfreiheit, Entzug der Ausweise und Drohungen, alle Migranten, die sich über unzulängliche Lebens- und Arbeitsbedingungen beschweren, bei den Einwanderungsbehörden zu denunzieren.“ Weltweit lebten 2004 schätzungsweise 12,3 Millionen Opfer von Zwangsarbeit. Etwa 10 Millionen werden von Privatpersonen ausgebeutet (2,5 Millionen als Folge des Menschenhandels), der Rest wird von Militärs oder Staaten gewaltsam zur Arbeit gezwungen. 1,4 Millionen Menschen werden sexuell ausgebeutet. In Afrika, Asien, pazifischem Raum und Südamerika finden wir im Durchschnitt 3,25 Opfer auf tausend Einwohner und in den Industriestaaten im Schnitt 0,3 Personen je 1000 Bewohner. Jede fünfte Zwangsarbeit im Pazifik und in Asien ist staatlicher Natur. Die Europäische Union hat sich seit 2000 dem Kampf gegen Ausbeutung und Menschenhandel verschrieben.
Sind Migranten finanziell nicht dazu in der Lage, die Schleusungsgebühr zu entrichten, verschulden sie sich bei den Schleusern und werden damit von ihnen abhängig. Da der aufgenommene Kredit abzuarbeiten ist, bleibt den Migranten der erste Arbeitsmarkt verschlossen. So sind Fälle bekannt, in denen Schleuserbanden ganze Netze von Scheinfirmen gegründet haben, um die Migranten an Subunternehmen im Bau-, Hotel- und Gaststättengewerbe weiterzuvermitteln.

### Menschenhandel
Die gewinnträchtigste Sparte bei der Verbindung zwischen Schleusung und organisiertem Verbrechen ist der Menschenhandel (§ 232StGB), insbesondere von Frauen zur sexuellen Ausbeutung durch Zwangsprostitution. Das Einschmuggeln der Frauen erfolgt meist gegen deren Willen. So schreibt Siegler „Ein Fünftel der 50.000 aus Osteuropa stammenden Prostituierten wird laut dem deutschen Bundeskriminalamt gegen ihren Willen zur Prostitution gezwungen“.
Neben der drohenden Abschiebung wegen ihres illegalen Aufenthaltsstatus drohen Vergeltungsaktionen der Schleuser, denen sie zumeist in den Heimatländern schutzlos ausgeliefert sind.
Mit der EU-Opferschutz-Richtlinie vom 29. April 2004 wurde für die Opfer eines Menschenhandels die Einführung eines besonderen aufenthalts- und asylrechtlichen Aufenthaltstitels vereinbart, der eine Kooperation mit den zuständigen Polizei-, Strafverfolgungs- und Justizbehörden zur Bekämpfung des Menschenhandels voraussetzt. In Deutschland gibt es seit 2008 den Aufenthalt aus humanitären Gründen zwecks Zeugenaussage in einem Strafverfahren (§ 25 Abs. 4a AufenthG). Bei der Entscheidung wirken Staatsanwaltschaft bzw. Strafgericht und Ausländerbehörde zusammen (§ 72 Abs. 6 AufenthG).

## Wissenschaftliche Diskussion
Unrechtmäßig eingewanderte Migranten sind innerhalb der EU nach Meinung von Klaus Jürgen Bade ein beachtlicher Wirtschaftsfaktor. Der Migrationsexperte ist der Meinung, dass ohne illegale Beschäftigung europaweit ganze Wirtschaftsbranchen zusammenbrächen. Bade führt an, dass illegal Eingereiste ein Drittel der französischen Autobahnen gebaut haben und die Autoproduktion zu einem Drittel in Schwarzarbeit bestritten wird. Im Süden Italiens erwirtschaften sie 30 Prozent des Bruttosozialprodukts und erhalten damit ganze Wirtschaftsstrukturen am Leben. In Großbritannien würden sich laut Bade Modebranche und Bauindustrie auflösen. Auch der deutsche Regierungsumzug von Bonn nach Berlin hätte sich deutlich verzögert.
Der Ethnologe Felix Hoffmann vertritt die Meinung, dass illegale Beschäftigung und damit entsprechend niedrige Löhne, das Aufstreben der Agrarindustrie von Almería seit den 1990er, die bis heute einen substanziellen Teil der europäischen Gemüseproduktion liefert, überhaupt erst international konkurrenzfähig sein lässt. Hier hat die spanische Migrationsgesetzgebung in Übereinstimmung mit der EU-Gesetzgebung gesetzliche Normierungen geschaffen, die jahrelange illegale Beschäftigung indirekt voraussetzen, wenn es darum geht, sich die Legalität wortwörtlich verdienen zu müssen.
Der Ethnologe Gilles Reckinger sieht im Preisdiktat internationaler Handelskonzerne beim Einkauf am Beispiel von Tomaten oder Orangen eine der Ursachen der Ausbeutung irregulär Aufhältiger. Um den Ankaufspreis zu erreichen und den Bauern Einkommen zu ermöglichen, müsse die Ernte durch unterbezahlte Erntehelfer organisiert werden (2018: Bei einem Hektarertrag von 50 Tonnen im Freiland erhält der Bauer 10 Cent pro Kilo Tomaten, davon zahlt er einem Erntehelfer 4 Euro für 300 kg Tomaten, die dieser in 90 Minuten oder in längerer Zeit erntet). Der Gewinn der Handelskonzerne und der Wohlstand der Konsumenten basiere auf der Ausbeutung dieser modernen Arbeitssklaven.

## Auswirkung auf Arbeitsmarkt und Sozialsysteme
Unerlaubte Arbeit kann gesamtwirtschaftliche Folgen zeigen, vor allem in Hinblick auf Arbeitsmarkt und die sozialen Sicherungssysteme. Damit beeinflusst illegale Beschäftigung personell wie funktionell die Einkommensverteilung.
- unlauterer Wettbewerb führt zu Wettbewerbsverzerrungen, da Firmen, welche ihr Personal illegal beschäftigen, wegen hinterzogener Sozialversicherungsbeiträge und deutlich niederer Löhne unerlaubte Kostenvorteile gegenüber ihren Mitbewerbern haben.
- Die Einkommensvolatilität verschärft sich, weil das von den Gewerkschaften erarbeitete Tarifsystem nachhaltig untergraben wird.
- Mangels Beitragszahlungen entgehen den Trägern der Sozialversicherungen Beiträge für Rentenkasse, Krankenkasse, Unfallversicherung und Pflegeversicherung. Auf der anderen Seite erwerben illegal Beschäftigte auch keine Ansprüche gegenüber den Leistungsträgern.
- Steuertechnisch büßt der Staat Einnahmen aus der Lohn- und Einkommensteuer ein. Durch das Zurückgehen des allgemeinen Steueraufkommens sinkt die für die wirtschaftliche Gesamtentwicklung wichtige öffentliche Nachfrage. Zudem tragen die Bundesländer und Gemeinden eventuelle Kosten für die medizinische Versorgung sowie die Auslagen für Haft und Abschiebung.
- Die reguläre Produktion kann sich in die Schattenwirtschaft verschieben und damit reguläre Arbeitsplätze gefährden. Dies wiederum führt zum Anstieg von Arbeitslosigkeit im Zielland und belastet dessen Bilanz in Form von steigenden Sozialausgaben für Arbeitslosenversicherung und Sozialhilfe. Die Zahlen der Bedürftigen steigen, während Einzahlungen in das soziale Sicherungssystem ausbleiben.

Eine steigende, ungemeldete Ausländerbeschäftigung bewirkt wegen der Niedriglöhne, dass es zur Verdrängung regulärer Arbeitskräfte aus ihren Arbeitsverhältnissen kommt (siehe Arbeitsmarkt). Bislang ungeklärt ist der Einfluss illegal Beschäftigter auf den Binnenmarkt, da diese schließlich während ihres beruflich bedingten Aufenthalts im Ausland ihren Eigenbedarf im Zielland decken. Die ökonomischen Folgen durch illegale Einwanderung hängen insbesondere von der aktuellen Arbeitslosigkeit ab.
In den Vereinigten Staaten werden Sozialversicherungsbeiträge von Personen, deren Sozialversicherungsnummer auf keinen vorhandenen Datensatz passt, an den Earnings Suspense File (ESF) weitergeleitet. Dies ist beispielsweise dann der Fall, wenn dem Arbeitgeber eine falsche Sozialversicherungskarte vorgelegt wurde. Auf diese Weise zahlen illegale Einwanderer Beiträge, ohne dadurch ein Anrecht auf Leistungen der Sozialversicherungen zu erwerben. Einer Schätzung zufolge zahlten illegale Einwanderer und ihre Arbeitgeber 2010 insgesamt 13 Milliarden US-Dollar ein.
Griechenland bot in den 1990er Jahren zwar einen Arbeitsmarkt, doch eher auf der informellen Stufe. Nach dem Zusammenbruch der Sowjetunion war es wegen seiner geopolitischen Lage ein beliebtes Transitland für osteuropäische Immigranten. Die finanziellen Vorteile der unerlaubten Beschäftigung dämpften die damalige Inflation so sehr ab, dass es die Auflagen der Währungsunion erfüllen konnte.

## Soziale Lage illegal Eingewanderter
Eingereiste ohne Aufenthaltsrecht führen ein Leben außerhalb der sozialen Absicherung. Folglich stehen sie den üblichen Risiken wie Unfall, Arbeitslosigkeit und Krankheit, sowie Verhungern bei Arbeitsunfähigkeit (im Alter) schutzlos gegenüber. Auch liegen ihre Wohnbedingungen in der Regel weit unter dem in Mitteleuropa üblichen Standard. Sie genießen keinen Arbeitsschutz und erhalten keinen leistungsgerechten Lohn. „Die Arbeits-, Lebens- und Abhängigkeitsverhältnisse vieler Migranten ohne Aufenthaltsrecht nehmen so Züge an, die durchaus mit dem Begriff der Modernen Sklaverei umschrieben werden können.“
Von den beschriebenen Umständen sind nicht alle illegalen Migranten im selben Maße betroffen. Je ärmer die Verhältnisse im Ursprungsland, desto höher ist die Bereitschaft, diese Zustände im Zielland in Kauf zu nehmen. Eine feste Rückkehroption und gesicherte Beschäftigung in Aussicht erleichtern die Akzeptanz. So verdiente in den 1990er Jahren ein polnischer, illegal beschäftigter Eingereister trotz des damit verbundenen Lohndumpings in einer Woche genug, um in der Heimat einen Monat lang eine fünfköpfige Familie zu versorgen.
Ein Teufelskreis besteht darin, dass Migranten nur mit großem finanziellen Aufwand von Ländern der Dritten Welt nach Europa gelangen können. Ein Mobiltelefon bleibt die einzige Verbindung zur Familie zuhause. Illegal Aufhältige und illegal arbeitende Taglöhner übernachten in Südeuropa oft in provisorischen Behausungen und Elendsquartieren. Aus Scham gegenüber ihrer Familie schicken sie nur Bilder, die sie selbst „reich“ in schicker Kleidung und vor Statussymbolen der westlichen Welt zeigen.
Viele illegal Aufhältige verfügen über keine Reisedokumente, Einreisevisa für Transitländer oder genügend Geld für die Rückreise und können deshalb nicht in ihr Herkunftsland zurückkehren. Ohne Identitätspapiere können sie auch nicht ins Herkunftsland zwangsweise abgeschoben werden. Sie werden unter gewissen Umständen staatenlos und könnten dann einen Reiseausweis für Staatenlose erhalten.
Ohne Identitätspapiere sind legale Arbeit und das Anmieten einer Wohnung in vielen Staaten nicht möglich.

## Begriffskritik

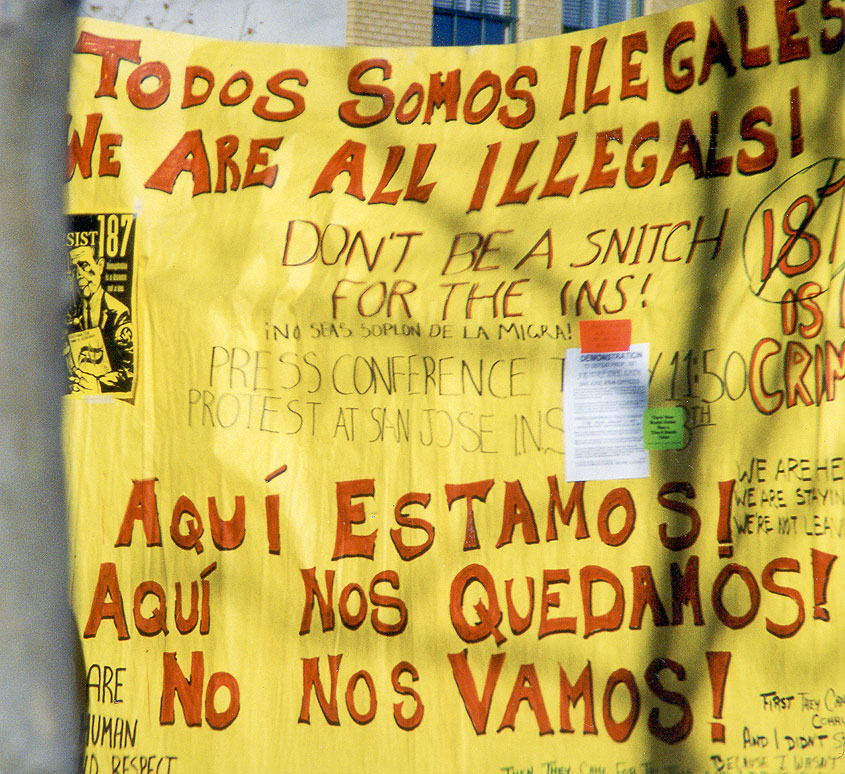
Todos somos ilegales – We are all Illegals („Wir sind alle Illegale“), Protest gegen die Politik der US-Einwanderungsbehörde INS in Kalifornien (1994)

Gegen die Bezeichnung von Menschen als „Illegalen“ wendet sich das Netzwerk Kein mensch ist illegal. Bereits 1988 soll der bekannte „Nazijäger“ Elie Wiesel den Slogan erstmals auf Englisch („No Human Being Is Illegal“) auf einem Flyer der „National Campaign for the Civil and Human Rights of Salvadorans“ benutzt haben. Zur Sprachverwendung stellt die Bundeszentrale für politische Bildung fest: „Nicht korrekt, weder politisch noch juristisch, wäre es, von ‚illegalen Migranten‘ oder ‚illegalen Einwanderern‘ zu sprechen, weil nicht die Menschen an sich illegal sind, sondern der von ihnen vollzogene Akt der Grenzüberschreitung. In der kritischen Migrationsforschung versucht man, die Klassifizierung legal/illegal zu umgehen, indem man auf die Beschreibung ‚irregulär‘ oder ‚undokumentiert‘ zurückgreift. Gerade letztere hat sich im Französischen unter dem Begriff der Sans Papiers etabliert.“
Auch die „Stiftung Wissenschaft und Politik“ empfiehlt, das Wortfeld „illegal“ völlig zu meiden und stets durch das Wortfeld „irregulär“ zu ersetzen bzw. Anspielungen auf Regelverstöße zu unterlassen. Der Autor der SWP-Studie stellt fest: „Die meisten internationalen Organisationen verwenden den Begriff »irreguläre Migration«, da er als weniger diskriminierend und als hinreichend neutral und umfassend angesehen wird.“ Illegalität werde in der Regel mit Kriminalität assoziiert. Vor allem aus der Sicht von Menschenrechts- und Flüchtlingshilfeorganisationen enthalte diese Bezeichnung eine unzulässige Stigmatisierung. Sie argumentieren, dass Migration kein krimineller Akt im engeren Sinne sei, sondern lediglich ein Rechtsverstoß gegen das Einreise-, Aufenthalts- und Arbeitsrecht des betreffenden Staates. Nichtregierungsorganisationen präferieren die Bezeichnung „undokumentierte Zuwanderer“, der auf die wesentliche Eigenschaft der betroffenen Menschen ziele, nämlich keine gültigen Ausweisdokumente oder Aufenthalts- oder Arbeitsgenehmigungen zu besitzen.

## Statistik
In den USA stellen illegale Einwanderer geschätzte 3,5 % der Gesamtbevölkerung und 5 % der Erwerbstätigen dar.
| Staat                  | minimale Schätzung | maximale Schätzung |
| ---------------------- | ------------------ | ------------------ |
| EU-27                  | 1.900.000          | 3.800.000          |
| Schweden               | 8.000              | 12.000             |
| Finnland               | 8.000              | 12.000             |
| Estland                | 5.000              | 10.000             |
| Lettland               | 2.000              | 11.000             |
| Litauen                | 3.000              | 17.000             |
| Polen                  | 50.000             | 300.000            |
| Dänemark               | 1.000              | 5.000              |
| Deutschland            | 196.000            | 457.000            |
| Vereinigtes Königreich | 417.000            | 863.000            |
| Irland                 | 30.000             | 62.000             |
| Niederlande            | 62.000             | 131.000            |
| Belgien                | 88.000             | 132.000            |
| Frankreich             | 178.000            | 400.000            |
| Luxemburg              | 2.000              | 4.000              |
| Portugal               | 80.000             | 100.000            |
| Spanien                | 280.000            | 354.000            |
| Österreich             | 18.000             | 54.000             |
| Italien                | 279.000            | 461.000            |
| Slowenien              | 2.000              | 10.000             |
| Ungarn                 | 10.000             | 50.000             |
| Slowakei               | 15.000             | 20.000             |
| Tschechien             | 17.000             | 100.000            |
| Rumänien               | 7.000              | 11.000             |
| Bulgarien              | 3.000              | 4.000              |
| Griechenland           | 172.000            | 209.000            |
| Zypern                 | 10.000             | 15.000             |

Laut Migrationsbericht des Bundesamtes für Migration und Flüchtlinge (BAMF) aus dem Jahr 2005 gingen Schätzungen von bis zu einer Million Illegalen in Deutschland aus. Dies entsprach bis zu zwei Prozent der Erwerbstätigen. Vor dem 1. Mai 2004, dem EU-Beitritt von Ländern wie Polen, der Slowakei oder Ungarn, war die Zahl deutlich höher.
Seitdem ist die Zahl zurückgegangen, unter anderem durch den Legalisierungseffekt des Beitritts von Rumänien und Bulgarien zur Europäischen Union. Die Anzahl der ausländischen Zuwanderer, die sich zwar regulär im Land aufhalten, aber irregulär arbeiten, ist meist bedeutend höher als die Anzahl der Zuwanderer ohne regulären Aufenthaltsstatus. Indikatoren für Deutschland deuten darauf hin, dass viermal mehr Zuwanderer Arbeitsverbote als Aufenthaltsverbote missachten. Dazu zählen unter anderem EU-Bürger aus den neuen Mitgliedstaaten sowie Asylbewerber.
Im Jahr 2005 lebten schätzungsweise zwischen 2,8 und 6 Millionen Menschen ohne gültige Aufenthaltspapiere in der Europäischen Union. Das entsprach 0,6 bis 1,3 Prozent der regulären Gesamtbevölkerung. Dieser EU-Schätzung liegen Länderwerte für die damals 25 Mitgliedstaaten zugrunde, die in einer Datenbank gesammelt wurden. Die Analyse der Trends zeigt seitdem in den meisten europäischen Ländern eine eher sinkende Anzahl an Menschen ohne regulären Aufenthaltsstatus.

## Deutschland

### Rechtslage
Ob sich aus einer Unerlaubten Migration ein illegaler Status ergibt, wird nach dem Aufenthaltsgesetz entschieden. Fällt der Fall unter den § 95 des Gesetzes, kann der Fall als Straftat gewertet werden, wenn er zur Anzeige gebracht wird. Zur Anwendung kommen können auch die Tatbestände Schwarzarbeit (§ 266a StGB) und Steuerhinterziehung (§ 134 BGB und § 70 Abs. 1 StGB), wenn ein Arbeitnehmer illegal beschäftigt wird.
Hilfeleistende (z. B. Lehrer, Ärzte und Juristen) machen sich strafbar, wenn sie falsche uneidliche Aussagen machen, um Personen ohne gültigen Aufenthaltsstatus zu begünstigen (§ 95 AufenthG). Die Verschwiegenheitspflicht einiger Berufsgruppen impliziert kein Zeugnisverweigerungsrecht im Strafverfahren.
In Deutschland ist nicht einheitlich geregelt, wie Lehrer mit der Situation umzugehen haben (siehe auch den Artikel 'Schulpflicht'). Illegal eingewanderte Familien halten ihre Kinder aus Vorsicht oft vom Besuch einer Schule fern.

### Politik
In Deutschland hat sich die gesellschaftspolitische Debatte im Zuge der Flüchtlingskrise in Deutschland 2015/2016 polarisiert, zwischen einer Position einer stärkeren Abschottung einerseits und eine Position einer stärkeren Weltoffenheit andererseits.
Im Gegensatz zu den USA und einigen europäischen Staaten wie Spanien, Italien und Belgien ist es bisher (Stand: 2021) in Deutschland zu keinen politisch motivierten Legalisierungen unerlaubt Eingereister gekommen. Die Aufnahme neuer Mitgliedstaaten in die EU legalisierte deren Bürger indirekt, wobei jedoch einige Staaten – beispielsweise Frankreich – darauf pochten, dass Unionsbürgern Recht auf uneingeschränkten Aufenthalt von bis zu drei Monaten gemäß der EU-Freizügigkeitsrichtlinie nur dann zusteht, wenn sie krankenversichert sind und über ausreichende finanzielle Mittel verfügen. Die Thematisierung der illegalen Zuwanderung erfolgt nicht zuletzt unter den Aspekten der inneren Sicherheit und den Folgen von Schwarzarbeit.

### Unterstützernetzwerke in Deutschland
Das vom „Katholischen Forum Leben in der Illegalität“ initiierte und auf der dortigen Homepage eingestellte „Manifest illegale Zuwanderung – für eine differenzierte und lösungsorientierte Diskussion“ wurde bis zum Stichtag 1. August 2005 von 400 Persönlichkeiten unterzeichnet. Darin wird gefordert, als Einstieg sich zunächst einmal um die faktische Gewährleistung von sozialen Rechten zu kümmern, die auch Illegalen nach deutschem Recht zustehen, und humanitär motivierte Hilfe nicht als Beihilfe zu unerlaubtem Aufenthalt darzustellen. Dieser Einstieg empfiehlt sich zudem, weil rechtlich kein Widerspruch besteht zwischen der Gewährleistung sozialer Mindeststandards und dem Recht des Staates auf Regelung von Zuwanderung und Aufenthalt. Es klärt aber die Möglichkeiten und Verpflichtungen von Berufsgruppen wie Ärzten, Lehrern und Sozialarbeitern einerseits, und den amtlichen Staatsorganen andererseits.

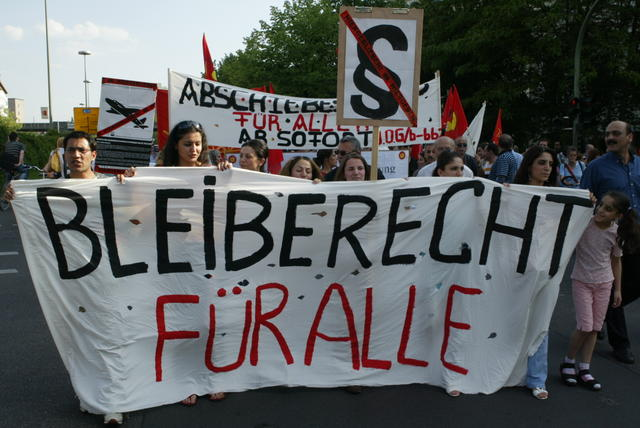
Demonstration gegen die deutsche Abschiebepraxis

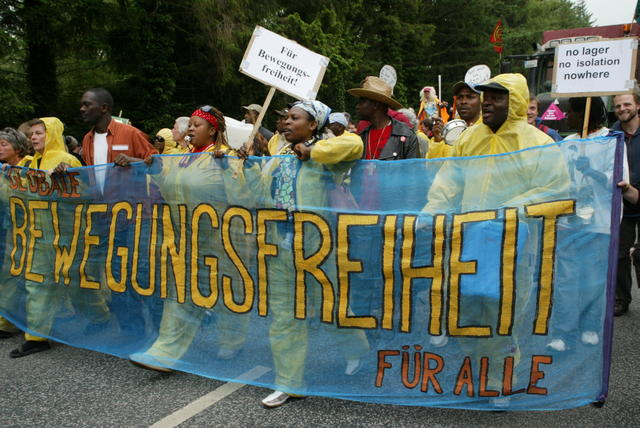
Flüchtlinge und Unterstützer demonstrieren anlässlich des G8-Gipfels in Heiligendamm gegen ihre Kriminalisierung und die Einschränkung ihrer Bewegungsfreiheit durch Grenzen, diskriminierende Gesetze, Residenzpflicht und Abschiebungen

Vor dem Hintergrund der Erfahrungen des Nationalsozialismus und des deutschen Kolonialismus erfahren auch in Deutschland Migranten Unterstützung in ihrem Kampf für die Anerkennung von Asyl, von Rechten generell und einen gesicherten Aufenthalt. In dieser Tradition der Solidarität spielt beispielsweise die Philosophin Hannah Arendt eine wichtige Rolle, die in ihren Werken Wir Flüchtlinge und Elemente und Ursprünge totaler Herrschaft besonders für Flüchtlinge und Staatenlose das Recht einforderte, Rechte zu haben.
Besonders gesellschaftskritische Gruppen zeigen Zivilcourage gegen die vielfältigen Formen der Diskriminierung und des Rassismus, denen die Einwanderer und Einwanderinnen ausgesetzt sind, und streiten zusammen mit den Betroffenen unter dem Motto kein mensch ist illegal für die Rechte auf ein gesichertes Leben. Eine zentrale Aufgabe ist die praktische Unterstützung der in Not geratenen Migranten. Dazu zählt nicht selten die Notwendigkeit, Migranten vor Gewalt zu schützen. Auch geht es um die Verbesserung der Lebensverhältnisse, die unter den Bedingungen der Illegalität sehr krisenhaft und existentiell gefährlich sind. Zu den wichtigen Bedingungen, in dieser Gesellschaft zu überleben, gehört die Unterstützung bei dem Erlernen der deutschen Sprache. Die Verbesserung des Angebotes von Deutschkursen und der Rechtshilfe wird unterstützt und gefordert. Eine wichtige Rolle kommt hier den kirchlichen Beratungsstellen, Krankenhäusern und Schulen zu. In mehreren deutschen Städten gibt es inzwischen medizinische Anlaufstellen (z. B. Büros für medizinische Flüchtlingshilfe) für Menschen ohne Krankenversicherung, die insbesondere illegale Migranten bei Krankheit, Unfällen, Schwangerschaft etc. unterstützen, indem sie kostenlose oder günstige Behandlung vermitteln.

## Schweiz
Die Zahl der Menschen, die ohne gültige Aufenthaltsbewilligung in der Schweiz leben – manchmal auch als Sans Papiers bezeichnet –, ist unbekannt. Schätzungen variieren zwischen 90'000 und 250'000 Personen. Viele gehen einer Beschäftigung für «niedrig Qualifizierte» nach, arbeiten in Branchen, deren Personalbedarf durch Schweizer oder EU-Staatsangehörige nicht vollständig abgedeckt wird. Sie putzen in privaten Haushalten, betreuen Kinder und Betagte, arbeiten auf Baustellen oder in der Landwirtschaft.
In der schweizerischen Migrationspolitik herrscht die Meinung vor, dass Personen, die sich unrechtmässig in der Schweiz aufhalten, nicht mit der Legalisierung ihres Aufenthaltes «belohnt» werden dürfen, wenn sie sich nur lange genug unrechtmässig im Land aufgehalten haben. Deshalb besteht für Sans Papiers in der Schweiz kaum die Möglichkeit einer Legalisierung ihres Aufenthaltes, selbst wenn sie in der Schweiz geboren und aufgewachsen sind. Es gibt viele verschiedene Möglichkeiten, wie Menschen zu Sans Papiers werden, die häufigsten Gründe sind:
- Die meisten Sans Papiers kommen aus sogenannten Drittstaaten (kein EWR-Land) in die Schweiz und haben keine Möglichkeit, sich regulär im Land aufzuhalten. Die Zulassungspraxis für «niedrig Qualifizierte» aus Drittländer ist sehr streng. Trotzdem wandern viele Menschen, mehrheitlich Frauen, aus aussereuropäischen Ländern ein.
- Eine Aufenthaltsbewilligung ist gewöhnlich an einen Grund gebunden z. B. ein Studium, eine Arbeitsstelle oder an den Verbleib beim Ehepartner. Fällt der Aufenthaltsgrund weg, zum Beispiel bei Beendigung des Studiums oder bei einer Trennung nach weniger als drei Jahren Ehe, wird die Bewilligung entzogen oder läuft die Bewilligung ab und wird nicht mehr erneuert.
- Eine weitere Gruppe sind Personen aus dem Asylbereich, die nach einem negativen Entscheid untertauchen.[36][37]